# فرانسوا نوفيل
فرانسوا نوفيل (بالفرنسية: François Neuville)‏ ولد بتاريخ 24 نوفمبر 1912 في بلجيكا، وتوفي في 12 أبريل 1986 في بلجيكا، كان دراج بلجيكي في صنف سباق الدراجات على الطريق.

## سجل النتائج

### سباقات أو مراحل فاز بها
- طواف فرنسا

## وصلات خارجية
- الموقع الرسمي

## روابط خارجية
- فرانسوا نوفيل على موقع أرشيف الدراجات (الإنجليزية)
- فرانسوا نوفيل على موقع إحصائيات الدراجات الإحترافية (الإنجليزية)